# Espen Udjus Frorud
Espen Udjus Frorud (* 10. April 1991) ist ein ehemaliger norwegischer Skilangläufer.

## Werdegang
Frorud gab im Januar 2012 in Nes sein Debüt im Scandinavian Cup, bei dem er über 15 km Freistil Rang 67 und im Sprint Platz 20 belegte. Mit Rang 20 über 15 km klassisch im Dezember 2013 in Vuokatti und Platz 16 beim 30-km-klassisch-Massenstartrennen im Februar 2014 in Meråker gelangen ihm weitere Top-20-Resultate. Im Dezember 2015 platzierte sich Turtveit in Vuokatti als Neunter über 15 km Freistil unter den besten zehn. Sein Weltcupdebüt gab Turtveit im Februar 2016 beim 50-km-klassisch-Massenstartrennen in Oslo, bei dem er mit Rang 21 die Punkteränge erreichte. Im folgenden Jahr nahm er dort zum zweiten und damit letzten Mal am Weltcup teil und erreichte dabei den 22. Platz im 50-km-Massenstartrennen. Zudem errang er in der Saison 2016/17 mit dem fünften Platz in der Gesamtwertung des Scandinavian Cups seine beste Gesamtplatzierung in dieser Rennserie.

## Siege bei Continental-Cup-Rennen
| Nr. | Datum         | Ort    | Disziplin                   | Serie            |
| --- | ------------- | ------ | --------------------------- | ---------------- |
| 1.  | 13. März 2016 | Otepää | 15 km Verfolgung Freistil 1 | Scandinavian Cup |

## Persönliches
Frorud ist der ältere Bruder von Jonas Udjus Frorud, der ebenfalls Skilangläufer ist.